# Projekt Habbakuk

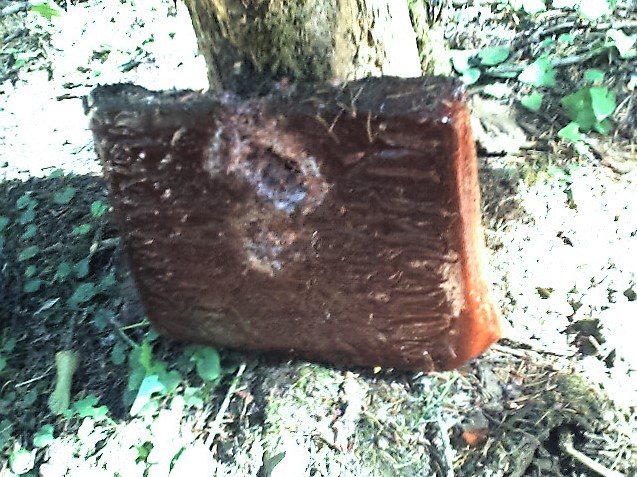
Ein Block Pykrete

Das Projekt Habbakuk war ein britischer Plan aus dem Zweiten Weltkrieg für einen Flugzeugträger aus Pykrete, einem Gemisch aus Eis und Sägespänen. Er sollte in der Mitte des Atlantiks stationiert werden, um die alliierten Geleitzüge gegen die deutschen U-Boote zu schützen, da dieser Bereich damals noch außerhalb der Reichweite landgestützter alliierter Flugzeuge lag. Das Schiff wurde nie gebaut.

## Technische Daten und Geschichte
Das Schiff wurde Winston Churchill von Lord Mountbatten und Geoffrey Pyke (1893–1948) vorgeschlagen. Es sollte etwa 1200 m lang und 180 m breit sein und 12 m dicke Bordwände besitzen. Als Masse wurden 2,2 Millionen Tonnen berechnet; damit wäre das Schiff genau 48 Mal so schwer wie die Titanic gewesen. Aufgrund der geringen Dichte des verwendeten Materials wäre es – wie ein Eisberg – auch im Falle einer größeren Beschädigung praktisch unsinkbar gewesen. Außerdem hätte man kleinere Schäden durch Aufsprühen und Gefrierenlassen von Wasser einfach reparieren können.
Ursprünglich sollte es in Kanada aus 280.000 Eisblöcken zusammengesetzt werden. Auch Russland wäre in Frage gekommen; in beiden Fällen hätte man das Wasser von selbst zu Eis gefrieren lassen oder auch gleich natürliches Eis verwenden können. Später wurde als Werkstoff Pykrete (auch: Pykecrete) vorgesehen, eine Mischung aus Eis und Holzschliff oder Sägemehl. Dieses Material weist eine höhere Festigkeit als reines Eis auf und schmilzt wegen der geringeren Wärmeleitfähigkeit langsamer. Es wurde nach Geoffrey Pyke benannt, obwohl er es nicht erfunden hatte.
Im Schiff sollten Kälteanlagen das Schmelzen des Schiffes verhindern.
Aufgrund der Größe hätte das Schiff nur wenige Seehäfen anlaufen können. Es hätte auch nur eine geringe Manövrierfähigkeit besessen. Da normale Dieselmotoren im Schiffsinneren zu viel Abwärme erzeugt hätten, waren als Antrieb 26 Elektromotoren in externen Motorgondeln vorgesehen, die ihm eine Geschwindigkeit von bis zu zehn Knoten (19 km/h) verliehen hätten.
Auf dem Schiff sollten bis zu 150 zweimotorige Bomber stationiert werden. Als Defensivbewaffnung waren unter anderem 40 doppelrohrige 4,5-Zoll-(11,4-cm)-Geschütztürme sowie zahlreiche leichtere Flugabwehrwaffen vorgesehen.
Nach den Berechnungen sollten mit dem Bau 8000 Menschen acht Monate lang beschäftigt sein. Die Kosten wurden mit 70 Millionen Dollar veranschlagt. Dies war den Briten zur damaligen Zeit jedoch zu teuer, so dass mit dem Bau des eigentlichen Schiffes nie begonnen wurde.
Als sich die Alliierten im zweiten Halbjahr 1943 mit der portugiesischen Regierung verständigten, und daraufhin Flugplätze auf den Azoren für britische und amerikanische Seeaufklärer eingerichtet werden konnten, wurde das Projekt Habbakuk schließlich eingestellt.
Im Sommer 1943 wurden am Lake Louise in Alberta (Kanada) Experimente mit den Werkstoffen Eis und Pykrete durchgeführt; am Patricia Lake (ebenfalls in Alberta) entstand ein kleiner Prototyp aus gewöhnlichem Eis mit den Abmessungen 18 Meter × 9 Meter und einer Wasserverdrängung von 1000 Tonnen. Dieser wurde von einer 1 PS starken Kältemaschine am Schmelzen gehindert.
Der Name Habbakuk rührt von einem Schreibfehler her: Eigentlich sollte das Schiff nach dem biblischen Propheten Habakuk benannt werden. Gerüchten zufolge sollte der Name dieses ehrgeizigen Projekts auf Hab 1,5  anspielen:

„Schauet hin unter die Heiden, sehet und verwundert euch! Denn ich will etwas tun zu euren Zeiten, was ihr nicht glauben werdet, wenn man davon sagen wird.“

## Kritik
In einem nach dem Krieg veröffentlichten Artikel kritisierte der für die britische Admiralität tätige Sir Charles Goodeve neben den reinen Baukosten vor allem den enormen Verbrauch an Rohstoffen. Dazu zählten unter anderem:
- Der gewaltige Bedarf an Holzschliff, der erhebliche Auswirkungen auf die Papierproduktion gehabt hätte
- 40.000 Tonnen Kork für Wärmedämmungen
- Tausende Kilometer Stahlrohre für die Zirkulation des Kältemittels
- vier Kraftwerke, die dem Schiff trotzdem nur eine Geschwindigkeit von 6 Knoten verliehen hätten